# マルチナ・ヒンギス
マルチナ・ヒンギス（Martina Hingis, 1980年9月30日 - ）は、スイスの女子プロテニス選手。チェコスロバキア（現スロバキア）のコシツェに生まれる。選手としての活動期間は1994年のプロデビューから2017年の3度目の引退時までの長期に及び、この間にWTAツアーでシングルス43勝、ダブルス64勝を挙げた。右利き、バックハンド・ストロークは両手打ち。
ヒンギスは早熟選手であったことから、女子テニス界における数々の最年少記録を保持している。16歳の時に達成した世界ランキング1位（16歳6か月）、4大大会年間3冠獲得は歴代最年少記録、4大大会初制覇（1997年全豪オープンに16歳3か月で優勝）はオープン化以降の最年少記録である。彼女は1998年に女子ダブルスの年間グランドスラムを達成したこともあり、シングルス・ダブルスともに世界ランキング1位になった数少ない選手のひとりである。また30代半ばには混合ダブルスでもキャリア・グランドスラムを達成している。4大大会でシングルス5勝、ダブルス13勝、混合ダブルス7勝の計25勝を挙げた。
2013年国際テニス殿堂入り。

## プロフィール
1980年9月30日、チェコスロバキアのコシツェでマルティナ・ヒンギソヴァー（Martina Hingisová）として生まれる。誕生時に、当時チェコスロバキアの代表選手だった母親メラニーが、同じチェコスロバキア出身の名選手マルチナ・ナブラチロワにあやかって娘を「マルチナ」と命名した。（この当時ナブラチロワは24歳で、1978年と1979年のウィンブルドン選手権に2連覇していた）。母親の影響で2歳の頃からテニスを習い、早熟な才能を開花させた。スロバキア人であった実の父親とは、マルチナが7歳の時に別れている。8歳の頃にスイスへ移住した。

## 選手経歴

### 天才少女の活躍
1993年、12歳の若さで全仏オープンジュニア女子シングルス優勝。1994年には全仏オープンとウィンブルドンのジュニア女子シングルスで優勝した。
1994年10月14日、14歳の誕生日の2週間後にプロデビュー。直ちに1995年の全豪オープンで4大大会に初出場を果たし、同年の女子テニス協会「最優秀新人賞」を受賞する。
1996年10月にドイツ・フィルダーシュタットの「ポルシェ・テニス・グランプリ」でWTAツアー初優勝。女子ツアー年間最終戦（当時の名称は「チェイス選手権」）に大会初出場で準優勝、年末の最終ランキングを4位に上げた。
1997年1月25日、オープン化以降4大大会史上最年少の「16歳3か月」で全豪オープン初優勝を達成。同年3月31日に「16歳6か月」で史上最年少の世界ランキング1位になり、こうしてヒンギスはモニカ・セレシュが持っていた2つの最年少記録を更新した。（セレシュの記録：1990年全仏オープンに16歳6か月で優勝、1991年3月に17歳3か月で世界ランキング1位）その後ウィンブルドン・全米オープンも制覇し、史上最年少の16歳で4大大会3冠を達成した。
ヒンギスは少女時代から日本での広告出演で人気を獲得し、グリコの「カフェオーレ」（1996年）やタニタのヘルスメーター、日本食研の「バランスデイト」（ともに1998年）のテレビCMで日本語を披露したことで、日本のお茶の間にも広く浸透した選手になった。

### パワーテニスの到来から引退へ
しかしながら、あまりにも早くして頂点に上り詰めたせいか、ヒンギスは徐々にテニスへの情熱を失っていく。この頃から女子テニス界は、リンゼイ・ダベンポートやビーナス、セリーナのウィリアムズ姉妹などのパワーテニスの時代になりつつあった。情熱を失ったヒンギスは、彼女たちに押されてゆき、少しずつテニス成績が降下していった。1999年全豪オープンを最後に、ヒンギスは4大大会のシングルス優勝から見放されてしまう。
唯一優勝がない全仏オープンでは、1997年の決勝ではクロアチアのイバ・マヨリに 4-6, 2-6 のストレートで敗れ、2年後の1999年にはシュテフィ・グラフとの“新旧女王対決”の決勝で 6-4, 5-7, 2-6 の逆転で敗れてしまった。全豪オープンではシングルスで「6年連続」決勝進出の記録を持つが（1997年 - 2002年）、最初は大会3連覇、後は3年連続準優勝になっている。
2002年全米オープンの4回戦でモニカ・セレシュに完敗した後、同年10月の「ポルシェ・テニス・グランプリ」2回戦敗退を最後にツアーから離れ、2003年の全豪オープンの時期に新聞を通じて引退表明を行った。それ以後は日本で開催される「ヨネックス・テニス・フェスティバル」に参加するなど、競技とは異なる分野でテニス振興活動を続けてきたが、2005年11月に次年度からの現役復帰を表明する。

### ツアー復帰後

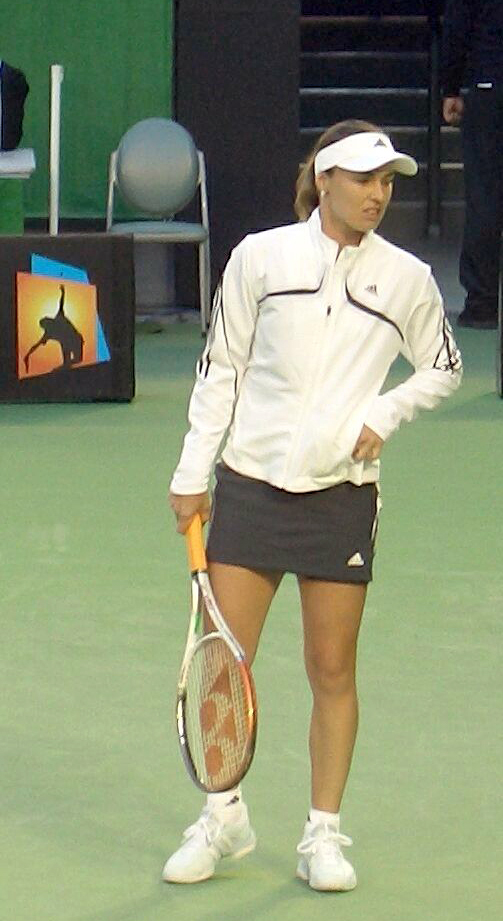
2006年全豪オープンにて

2006年1月にオーストラリア・ゴールドコーストの「モンディアル・オーストラリア女子ハードコート選手権」で現役復帰を果たし、フラビア・ペンネッタとの準決勝まで勝ち進む。全豪オープンで4大大会にも復帰し、1回戦でロシアのベラ・ズボナレワに快勝して再出発を飾り、第2シードのキム・クライシュテルスとの準々決勝まで勝ち進んだ（スコア：クライシュテルスの 6-3, 2-6, 6-4）。同大会の混合ダブルスでは、ダブルスの名手であるマヘシュ・ブパシと組み、決勝でダニエル・ネスター&エレーナ・リホフツェワ組を 6-3, 6-3 で破って優勝した。2月の東レ パン・パシフィック・オープン・テニストーナメント（東京体育館開催）にも4年ぶりに出場し、準決勝でマリア・シャラポワを 6-3, 6-1 で圧倒したが、2月5日の決勝戦でエレーナ・デメンチェワに 2-6, 0-6 で敗れた。奇しくも、2002年10月のポルシェ・テニス・グランプリ2回戦で敗れた最後の対戦相手がこのデメンチェワであり、東京では雪辱を果たせなかったことになる。
3か月後の5月21日、イタリア・ローマで行われた「イタリア国際選手権」決勝でディナラ・サフィナを 6-2, 7-5 で破り、復帰5か月目で復活優勝を飾った。5年ぶりの復帰となった全仏オープンでは第12シードを得たが、準々決勝でクライシュテルスに 6-7, 1-6 で連敗した。その後はウィンブルドン3回戦で杉山愛に敗れ、全米オープンは2回戦で止まったが、8月下旬の「ロジャーズ・カップ」準優勝で世界ランキングトップ10にも復帰した。年末のWTAツアー選手権にも6年ぶりの出場を果たし、ヒンギスは世界ランキング「7位」の位置で2006年のシーズンを終えた。
2007年の全豪オープンでは、2年連続でクライシュテルスに準々決勝で敗れたが、東レ パン・パシフィック・オープン・テニストーナメントの決勝でアナ・イバノビッチを 6-4, 6-2 で破り、大会最多の5度目の優勝を遂げた。3月初頭にはカタール・ドーハ大会のダブルスでマリア・キリレンコとペアを組んで優勝し、復帰後のダブルス初優勝を果たした。
11月1日、ヒンギスはウィンブルドン3回戦敗退後の検査で、薬物のコカインに陽性反応を示したことを明らかにした。本人は薬物使用を否定したが、情熱の喪失を理由に、2度目の現役引退を表明した。体力勝負のパワーテニスが優勢な時代にあっても、彼女ならではの頭脳的なテニスを高い水準で披露してきたが、復帰から2年での引退表明となった。
コカイン陽性反応に対する処分として、国際テニス連盟（ITF）は2008年1月4日、ヒンギスに対し2年間の出場停止、2007年ウィンブルドン以降の大会はすべて失格扱いとし、世界ランキングのポイントと賞金6万5500ポンド（約1400万円）を没収すると発表した。

### ダブルスでの2度目の現役復帰・混合ダブルスのキャリア・グランドスラム
2011年にロジャー・フェデラーから2012年ロンドンオリンピックでヒンギスと混合ダブルスのペアで出場したいとの打診を受けていたがこのペアは実現しなかった。

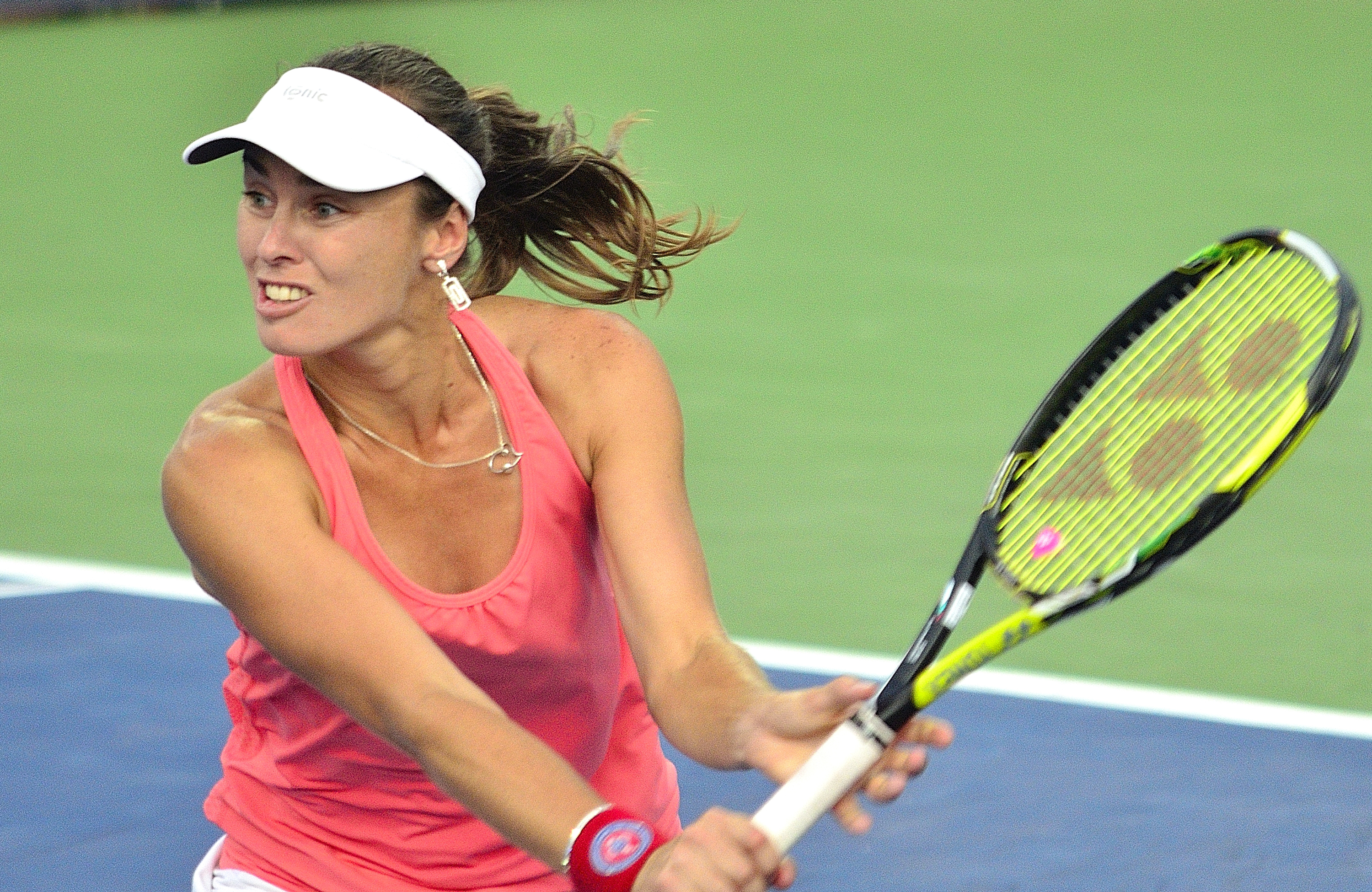
2013年全米オープンにて

2013年にヒンギスは国際テニス殿堂入りを果たした。32歳での殿堂入りは4番目の若さである。そして8月の南カリフォルニア・オープンからダニエラ・ハンチュコバとのダブルスで現役復帰することを発表した。シングルスへの出場は考えていないと話している。
ハンチュコバとのペアでは好成績を挙げられなかったが2014年3月のソニー・オープンではザビーネ・リシキとのペアで優勝し7年ぶりのダブルス38勝目を挙げた。2014年全米オープンではフラビア・ペンネッタとのペアでノーシードから決勝に進出した。決勝ではエカテリーナ・マカロワ&エレーナ・ベスニナ組に 6–2, 3–6, 2–6 で敗れ準優勝となった。
2015年全豪オープンではリーンダー・パエスと組んだ混合ダブルスで決勝に進出した。決勝では前年優勝のクリスティナ・ムラデノビッチ&ダニエル・ネスター組を 6–4, 6–3 で破り9年ぶりの4大大会ダブルスタイトルを獲得した。パエスとのペアでウィンブルドン、全米オープンの年間4大大会3勝を挙げた。女子ダブルスではサニア・ミルザと組みウィンブルドンと全米オープンで優勝した。
2016年全仏オープン混合ダブルスで優勝を果たし、リーンダー・パエスとともに混合ダブルスでキャリア・グランドスラムを達成した。リオ五輪で20年ぶりのオリンピックに出場した。混合ダブルスでロジャー・フェデラーと組む予定だったが、フェデラーの欠場で取りやめとなった。女子ダブルスではティメア・バシンスキーと組んで決勝に進出。決勝でロシアのマカロワ&ベスニナ組に 4-6, 4-6 で敗れ銀メダルを獲得した。
2017年はウィンブルドンと全米オープンの混合ダブルスでジェイミー・マリーと組んで優勝した。全米では詹詠然と組んだ女子ダブルスも優勝し、通算4大大会タイトルがシングルス5勝、ダブルス13勝、混合ダブルス7勝の計25勝となった。ダブルスランキング1位にも復帰したが、10月に3度目の現役引退を発表した。

## 私生活
2006年11月に、幼なじみであるチェコの男子プロテニス選手ラデク・ステパネクと婚約したが、2007年8月にヒンギスとステパネクは婚約の解消を発表した。ヒンギスは2010年3月にスイスの弁護士との婚約を発表したが、1カ月で婚約解消した。
2010年12月10日にフランスの馬術選手であるティボー・ユタン（Thibault Hutin）と結婚したが、3年後に破局した。
2018年7月21日、自身のインスタグラムにてスポーツ医師との結婚を発表した。

## 各種記録一覧
- 女子テニス協会「最優秀新人賞」：1995年に15歳で受賞。
- 史上最年少4大大会優勝「16歳3か月」：1997年全豪オープンで達成。
- 史上最年少での4大大会3冠「16歳」：1997年に全豪オープン・ウィンブルドン・全米オープンを制覇することによって達成。
- 史上最年少での世界ランキング1位「16歳6か月」：全豪オープンでの優勝などが功を奏し、1997年3月31日に達成。
- ダブルス年間グランドスラム：1998年にミリヤナ・ルチッチとのペアで全豪オープン、ヤナ・ノボトナとのペアで全仏オープン・ウィンブルドン・全米オープンを制覇することによって達成。
- 混合ダブルスキャリアグランドスラム：2006年全豪オープンをマヘシュ・ブパシと、2015年全豪オープン 、2015年ウィンブルドン選手権、2015年全米オープン、2016年全仏オープンをリーンダー・パエスと優勝。リーンダー・パエスもともに達成。

## 4大大会優勝
- 全豪オープン 女子シングルス：3勝（1997年-1999年）/女子ダブルス：5勝（1997年-1999年・2002年・2016年）/混合ダブルス：2勝（2006年・2015年） ［女子シングルス準優勝：2000年-2002年、3年連続］
- 全仏オープン 女子ダブルス：2勝（1998年・2000年）/混合ダブルス：1勝（2016年）  ［女子シングルス準優勝2度：1997年・1999年］
- ウィンブルドン 女子シングルス：1勝（1997年）/女子ダブルス：3勝（1996年・1998年・2015年）/混合ダブルス：2勝（2015年・2017年）
- 全米オープン 女子シングルス：1勝（1997年）/女子ダブルス：3勝（1998年・2015年・2017年）/混合ダブルス：2勝（2015年・2017年）  ［女子シングルス準優勝2度：1998年、1999年］

| 年     | 大会           | 対戦相手               | 試合結果      |
| ------ | -------------- | ---------------------- | ------------- |
| 1997年 | 全豪オープン   | マリー・ピエルス       | 6-2, 6-2      |
| 1997年 | ウィンブルドン | ヤナ・ノボトナ         | 2-6, 6-3, 6-3 |
| 1997年 | 全米オープン   | ビーナス・ウィリアムズ | 6-0, 6-4      |
| 1998年 | 全豪オープン   | コンチタ・マルティネス | 6-3, 6-3      |
| 1999年 | 全豪オープン   | アメリ・モレスモ       | 6-2, 6-3      |

## 成績

### 4大大会シングルス
| 大会           | 1995 | 1996 | 1997 | 1998 | 1999 | 2000 | 2001 | 2002 | 2003 | 2004 | 2005 | 2006 | 2007 | 通算成績 |
| -------------- | ---- | ---- | ---- | ---- | ---- | ---- | ---- | ---- | ---- | ---- | ---- | ---- | ---- | -------- |
| 全豪オープン   | 2R   | QF   | W    | W    | W    | F    | F    | F    | A    | A    | A    | QF   | QF   | 52–7     |
| 全仏オープン   | 3R   | 3R   | F    | SF   | F    | SF   | SF   | A    | A    | A    | A    | QF   | A    | 35–8     |
| ウィンブルドン | 1R   | 4R   | W    | SF   | 1R   | QF   | 1R   | A    | A    | A    | A    | 3R   | 3R   | 23–8     |
| 全米オープン   | 4R   | SF   | W    | F    | F    | SF   | SF   | 4R   | A    | A    | A    | 2R   | 3R   | 43–9     |

### 4大大会ダブルス
| 大会           | 1994 | 1995 | 1996 | 1997 | 1998 | 1999 | 2000 | 2001 | 2002 | 2003–06 | 2007 | 2008–12 | 2013 | 2014 | 2015 | 2016 | 2017 | 通算成績 |
| -------------- | ---- | ---- | ---- | ---- | ---- | ---- | ---- | ---- | ---- | ------- | ---- | ------- | ---- | ---- | ---- | ---- | ---- | -------- |
| 全豪オープン   | A    | 1R   | 1R   | W    | W    | W    | F    | SF   | W    | A       | 2R   | A       | A    | A    | 3R   | W    | 2R   | 43–7     |
| 全仏オープン   | A    | A    | QF   | SF   | W    | F    | W    | A    | A    | A       | A    | A       | A    | A    | QF   | 3R   | SF   | 33–6     |
| ウィンブルドン | A    | 2R   | W    | QF   | W    | A    | 2R   | A    | A    | A       | A    | A       | A    | 1R   | W    | QF   | QF   | 29–6     |
| 全米オープン   | A    | 3R   | SF   | SF   | W    | A    | 3R   | QF   | QF   | A       | 3R   | A       | 1R   | F    | W    | SF   | W    | 47–9     |

### 4大大会混合ダブルス
| 大会           | 1996 | 1997 | 1998–99 | 2000 | 2001–05 | 2006 | 2007–12 | 2013 | 2014 | 2015 | 2016 | 2017 | 通算成績 |
| -------------- | ---- | ---- | ------- | ---- | ------- | ---- | ------- | ---- | ---- | ---- | ---- | ---- | -------- |
| 全豪オープン   | A    | A    | A       | A    | A       | W    | A       | A    | A    | W    | QF   | QF   | 14–2     |
| 全仏オープン   | QF   | A    | A       | A    | A       | 2R   | A       | A    | A    | 2R   | W    | 1R   | 9–3      |
| ウィンブルドン | 2R   | QF   | A       | A    | A       | A    | A       | A    | QF   | W    | 3R   | W    | 17–4     |
| 全米オープン   | SF   | A    | A       | QF   | A       | A    | A       | 1R   | A    | W    | 2R   | W    | 14–3     |